# Марија Јефтимијевић Михајловић
Марија Јефтимијевић Михајловић (Косовска Митровица, 1978) српска је књижевна критичарка и есејиста.

## Биографија
Рођена је у Косовској Митровици 13. јула 1978. године. Основну школу завршила је у Жеровници, а гимназију у Косовској Митровици. Филолошки факултет (катедру за српску књижевност и језик) у Приштини уписала је школске 1996/1997, a дипломирала 2001. године са темом Лирски дискурс у романима Иве Андрића. На Филозофском факултету у Косовској Митровици магистрирала је 2009. године на Поетици Бранка Миљковића. На истом факултету 2016. одбранила је докторску дисертацију Стилско-тематске одлике романа Петра Сарића.
Од 2002. године ради на Институту за српску културу – Приштина, са седиштем у Лепосавићу. Радећи на пројекту Духовне појаве и стваралаштво српског народа на Косову и Метохији од XV до XX века, бавила се проучавањем поезије песника са подручја Косова и Метохије, прозним стваралаштвом овог поднебља и дометима српских књижевних критичара и историчара књижевности такозваног „приштинског круга“ (Владете Вуковића, Вука Филиповића). У фокусу њених истраживања је српска књижевност XX века. Учесник је бројних домаћих и иностраних научних скупова. Члан је редакције часописа Баштина, гласника Института за српску културу и уредник неколико тематских зборника.

## Монографије
- Слика и идеја (поетика и критика), Институт за српску културу – Приштина, Лепосавић, (2011),  978-86-82797-95-1  186167564
- Миљковић између поезије и мита, Институт за српску културу – Приштина, Лепосавић, (2012),  978-86-89025-01-9  188948748,
- Знамења и значења: огледи о српској књижевности Косова и Метохије, Институт за српску културу – Приштина, Лепосавић, (2018),  978-86-89025-41-5  271985164
- Мит(о)поетика романа Петра Сарића, Институт за српску културу – Приштина, Лепосавић, (2021),  978-86-89025-67-5  43585289

## Најважнији радови
- Косовски мит или функција метафора Светопоље и Лемброна у поезији Александра Деспотовића, Баштина бр. 15, Лепосавић, 2003, стр. 61-75.
- Мелодиозност песама Владете Вуковића, Багдала, јануар-март 2005, бр. 463, стр. 39-48.
- Традиција као вид симболистичког наслеђа, Баштина бр. 20, Лепосавић, 2005, стр. 69-84.
- Допринос Теорије књижевности Драгише Живковића развоју српске теоријске мисли, Баштина бр. 20 (други део), 2006, стр. 289-300.
- Поезија као онтолошко искуство (Певање и мишљење Бранка Миљковића и Аца Шопова), зборник Духовност писане културе Срба у контексту културе балканских Словена, Лепосавић, 2006, стр. 91-105.
- О песничкој слици као духовно-језичком феномену, Баштина бр. 23, Лепосавић, 2007, стр. 43-58.
- Књижевноисторијски и књижевнокритичарски модели Владете Вуковића, зборник Духовност писане културе Срба у контексту културе балканских Словена, Приштина – Лепосавић, 2007, стр. 143-153.
- О неким питањима поезије (Поетика модерног Миодрага Павловића), Баштина, бр. 24, Лепосавић, 2008, стр. 93-102.
- Патријархална калокагатија једне Андрићеве јунакиње (прилог естетици), Serbian studies research, Нови Сад, год. 2, бр. 1, 2011, Нови Сад, стр. 153-164
- Бранко Миљковић и Стефан Маларме (поетичке сродности и разлике), Philologia mediana, Ниш, 2011, год. III, бр. 3, стр. 237-252.
- Мудрост, лепота и хармонија (О заснованости естетичког тумачења Саре Петра Сарића), Баштина, свеска 31, Приштина – Лепосавић, 2011, стр. 101-107.
- Светлост као божански (духовни принцип једног савременог романсијера), тематски зборник Духовне и материјалне специфичности културе Косова и Метохије кроз историју, Лепосавић, 2012, стр. 131-139.
- Функција наратора у Мушком писму Миленка Јевтовића (глас, фокализација и дистанца), Баштина, свеска 32, Приштина – Лепосавић, 2012, стр. 87-96.
- Херменеутички кодови Мирјане Бечејски, поговор у књизи Мирјане Бечејски: Земаљски и небески знаци, Лепосавић, 2013, стр. 269-278.
- Историјски преглед развоја романа и његово место у књижевној традицији Косова и Метохије“, Културно наслеђе Косова и Метохије: историјске тековине Србије на Косову и Метохији и изазови будућности, 2013, стр. 63-84.
- Филиповићев теоријски и аналитички приступ Андрићевом делу, Живот и дело Вука Филиповића, 2013, стр. 129-144.
- (Мета)физичка еманација лепоте (Естестско/анестетско као бинарне опозиције феномена лепоте у роману Дивљи калем Радосава Стојановића), Philologia mediana, година VI, број 6, 2014, стр. 271-284.
- Историјско наслеђе и одјеци савремених историјских дешавања у песништву Радосава Стојановића“, Традиција, промене, историјско наслеђе, питања државности и националног идентитета на Косову и Метохији, 2014, стр. 141-153.
- Велики ахавски трг – етимон свих Сарићевих каснијих романа, Савремена српска проза, 30. мај – 1. јун и 5-6. новембар 2013. године, Трстеник, 2014, стр. 139-150.
- У трагању за бићем (Дијалектика егзистенције и дијалектика стварања као основа онтолошке утемељености поезије Богдана Џувера), Баштина, свеска 37, Лепосавић, 2014, стр. 25-38.
- Мајка као велики демијург и/или архетип страдања (Деградација породичних односа у роману Дечак из Ластве Петра Сарића), Гласник одјељења хуманистичких наука Црногорске Академије наука и умјетности, Књига 2, Подгорица 2015, стр. 153- 162.
- Petar Sarić a literárna tradícia Kosova a Metohije“, Kultúra, ročník XIX.- č.9, 4.maja 2016, str. 6-7.
- Слика српског страдања у приповедачкој прози Григорија Божовића, Век српске голготе (1915-2015), I-III, Књига II Књижевност и језик, Косовска Митровица, 2016, стр. 93-113.
- Психологизација и карактеризација ликова у приповеткама Григорија Божовића, у: Поетика Григорија Божовића, тематски зборник водећег националног значаја, Филозофски факултет, Косовска Митровица, 2016, стр. 121-138.
- Романи Петра Сарића као попришта људских драма појединаца, Песничко и прозно ткање Петра Сарића, зборник, Нови Сад – Плужине, 2017, стр. 54-72.
- Традиционное и современное как вызовы поэтического искусства (Влияние Арсения Тарковского на поэзию современного сербского поэта Желько Медича) / Traditional and modern as challenges of poetic art (The influence of Arseniy Tarkovsky on modern Serbian poet Zeljko Medic’s poetry)“, Молдова, Орел, 2017, стр. 528-543.
- Тренутак у чистом стању (Духовне основе поезије Жељка Медића), Црквене студије, год. 15, бр. 15, Ниш, 2018, стр. 839-851
- Арсеније Тарковски у српској преводној књижевности, Српско-руски односи у прошлости и садашњости, Лепосавић, 2018, стр. 105–123.
- Невидљива присутност, предговор у: На путу Истине и Љубави (избор из руске поезије), приредио и препевао Александар Мирковић, Нови Сад, 2019, стр. 15-30.
- Царство нужности и царство слободе (идеја судбине грчких мислилаца у роману Кутија од ораховог дрвета Николе Милошевића), Огледала стварности; Reflections of reality; Зеркала действительности, Зборник, Косовска Митровица, 2019, стр. 119-132.
- Песничко повесмо Гојка Ђога (Поетика Клупка у контексту Ђогове «вунене трилогије»)“, Зборник Матице српске за књижевност и језик, књига шездесет осма (2020), свеска 1, Нови Сад, стр. 251-267.
- Mithopoetic algorithms of Boško Suvajdžić (The Contribution to the Study of the Poetics and Aesthetics of Creativity), Баштина, свеска 50, Лепосавић, 2020, стр. 29-42.
- Нестварна прича о стварном сну : (сан као „друга стварност“ у приповеци „Сахрана у Сушићу“ Петра Сарића)“, Баштина, Свеска 52, Лепосавић, 2020, стр. 27-36
- Horror vacui или ужаси празнине у роману Несрећа без жеља Петра Хандкеа, Зборник Матице српске за књижевност и језик. Књ. 68, св. 3 (2020), стр. 759–774.
- Певач, на служби (Душко Бабић, Стан и храна, Летопис Матице српске, год. 198, јун 2022, књ. 509, св. 6, стр. 1162-1166.
- Слово о „књижевном бивствовању“ или пролегомена за сувишног критичара (Петер Хандке, Поподне писца), „Ein Wort über „literarisches Dasein“ oder Prolegomena für den überflüssigen Kritiker (Peter Handke, Nachmittag eines Schriftstellers)“, О поетици међупростора и међувремена, Зборник научних радова, Zur poetik der Zwischenräume und Zwischenzeiten, Germanistisch-slawistische Begegnungen anlässlich der Nobelpreisverleihung an Peter Handke, Sammelband, Универзитет у Бањој Луци, стр. 132–143.
- Косово и Метохија у Колу, Плаве очи српске књижевности – Коло СКЗ као огледало развоја српске књижевности и језика, зборник радова, штампано о 130. годишњици Српске књижевне задруге, у Београду 2022, главни уредник Драган Лакићевић, стр. 168–190.
- Нихилистичка утопија зла (голооточко искуство „логорског човека“, Ивана Катића, у Времену власти Добрице Ћосића), Романи Добрице Ћосића, Српска академија наука и уметности, научни скупови, Књига CCXIII, одељење језика и књижевности, књига 37, Београд, 2022, стр. 141–154.
- Скулптура – невидљивост обучена у очигледно („Неизвесност безумља“ – Антићеви имагинарни разговори са вајаром Јованом Солдатовићем), Антићеви простори детињства, зборник радова, Београд, 2022, стр. 116–125.
- О замкама и замковима књижевности (Драган Лакићевић, Замак), Летопис Матице српске, год. 198, децембар 2022, књ. 510, св. 6, стр. 1024-1029.
- Узвишеност као песничка мера ствари (Братислав Р. Милановић, Плава медуза), Летопис Матице српске, књига 511, свеска 4, април 2023, стр. 567–573.